# Mark Viduka
Mark Viduka, född 9 oktober 1975 i Melbourne, är en australisk före detta fotbollsspelare med kroatiskt påbrå. Viduka är 188 cm lång och väger 98 kilogram.

## Klubbkarriär
Mark Viduka började sin karriär i Melbourne Knights FC i den australiensiska proffsligan National Soccer League (NSL). Där blev han skyttekung under två säsonger och säsongen 1994/1995 blev han australiensisk mästare med Melbourne Knights.
Han gick 1995 till NK Dinamo Zagreb, som då hette Croatia Zagreb, i Kroatien. Han vann under de tre säsongerna han spelade där dubbeln (både ligan och cupen) alla tre säsongerna och Zagreb tog sig även vidare i UEFA-cupen och 1998 till gruppspelet i Champions League innan Viduka lämnade klubben 1998. Mitt under säsongen 1998/1999 köptes Viduka av den skotska storklubben Celtic FC. Han stannade enbart en och en halv säsong i Celtic.
Inför säsongen 2000/2001 köptes Viduka av den engelska klubben Leeds United AFC. Han gjorde totalt 44 mål på sina två första säsonger och var en av nyckelspelarna i klubben. Leeds Uniteds ekonomiska problem tvingade dock klubben att sälja sina stjärnspelare ett par år senare och då gick Viduka till slut till Middlesbrough FC. Han fortsatte sitt storspel även i Middlesbrough, men stördes av en del skador.
I juni 2007 gick Viduka till Newcastle United FC när hans kontrakt med Middlesbrough hade gått ut. Hans tid i Newcastle dominerades av en hälseneskada och även om han kom tillbaka efter det förlängdes inte hans kontrakt när Newcastle åkte ur Premier League 2009.

## Landslagskarriär
Viduka debuterade i det australiensiska landslaget 1994. Han blev 2005 utnämnd till lagkapten för landslaget och ledde därmed landslaget under de avgörande kvalmatcherna till VM-2006 mot Uruguay då Australien kvalificerade sig till VM för första gången sedan 1974.
Under VM 2006 ledde Viduka Australien under hela turneringen där Australien åkte ur mot Italien (som sedan vann hela VM) i åttondelsfinalen. Efter Asiatiska mästerskapen 2007 valde Viduka att sluta i landslaget och han var inte heller med i Australiens VM-trupp till VM-2010.